# Chloroplaga nygmia
Chloroplaga nygmia är en fjärilsart som beskrevs av Swinhoe 1893. Chloroplaga nygmia ingår i släktet Chloroplaga och familjen trågspinnare. Inga underarter finns listade i Catalogue of Life.

## Bildgalleri

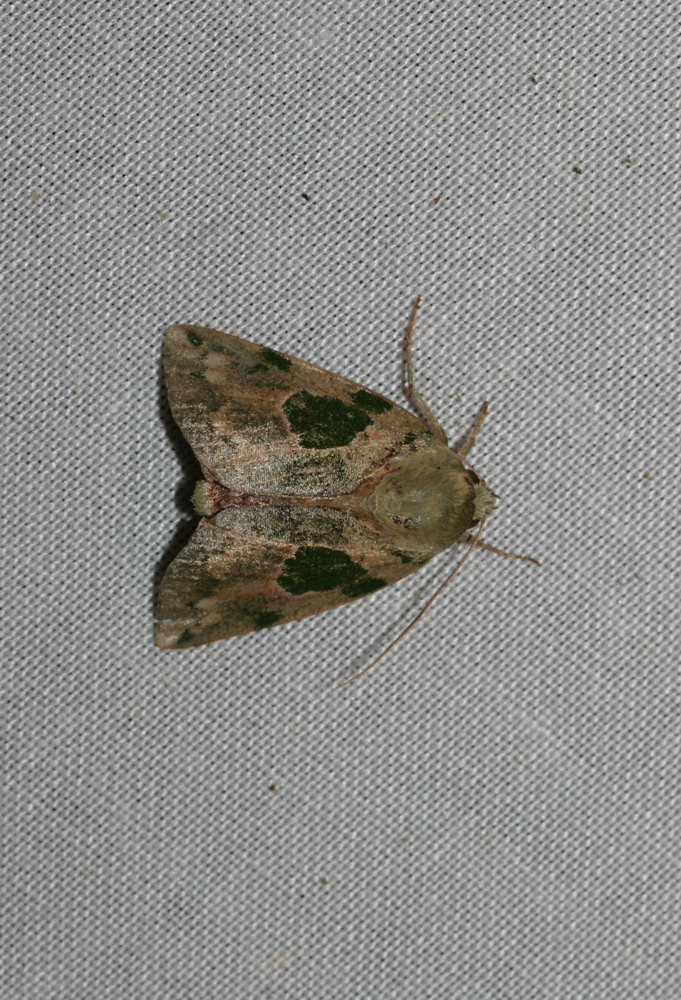